# Paul Broquet
Paul Léon Eugène Broquet (Valenciennes, 31 juli 1854 - Parijs, 6 december 1916) was een Belgisch volksvertegenwoordiger.

## Levensloop
Broquet was een zoon van de handelaar François Broquet en van Elise Delcourt.
Hij promoveerde tot doctor in de rechten aan de ULB (1878) en werd advocaat aan de Balie van Doornik. Van 1882 tot 1914 was hij pleitbezorger.
Van 1886 tot 1890 was hij provincieraadslid voor Henegouwen. Hij werd verkozen tot liberaal volksvertegenwoordiger in 1890 en bleef dit tot einde 1894.